# Funk-kísérlet
A Funk-kísérlet egy szociálpszichológiai kutatás, amit Friederike Funk, Victoria McGeer és Mario Gollwitzer publikáltak a Personality and Social Psychology Bulletin 2014. májusi számában Get the Message: Punishment Is Satisfying If the Transgressor Responds to Its Communicative Intent címen. A tanulmány a büntetés és az áldozatok elégedettsége közti összefüggést vizsgálja. A Princetoni Egyetem kutatóinak kísérletei kimutatták, hogy az áldozatok akkor elégedettek a büntetéssel, ha annak hatására az elkövetők attitűdje megváltozik.

## A kísérlet

### A kutatás előzményei
A témát Carlsmith és munkatársai 2008-as tanulmánya a büntetés utáni megmagyarázhatatlan elégedetlenségről, illetve Gollwitzer korábbi tanulmányai a büntetés kommunikatív aspektusairól ihlették. Funk hipotézise az volt, hogy Carlsmith paradoxona eltűnik, ha a bűnös fél reagál az üzenetre, amit a büntetés magában hordoz.

### A kutatás lefolyása

#### 1. kísérlet
A Study 1 azt vizsgálta, hogy reagálnak a büntetők a megbüntetettek visszajelzéseire.
Felépítése: A kísérlet két független változót tartalmazott: volt-e lehetősége a résztvevőnek ténylegesen büntetni, illetve érkezett-e visszajelzés a bűnöstől. (Tehát a kontrollcsoporttal együtt összesen öt csoportra osztották a résztvevőket.) Akik nem büntethettek, azokat arra kérték, becsüljék meg, mennyire lenne számukra kielégítő a büntetés.
Kísérlet menete: A résztvevők azt hitték, egy virtuális együttműködésre használható új szoftver tesztelésében vesznek részt. Párba osztották őket egy-egy beépített személlyel, aki egy másik szobában lévő számítógépnél ült, és az volt a feladatuk, hogy két perc alatt minél több anagrammát oldjanak meg. A pár minden megoldott anagrammáért két jegyet kapott egy tombolára, amin 10 darab 15 €-t érő nyeremény volt. A játék után mindkettejüket megkérték, hogy tegyenek javaslatot a szerzett jegyek elosztására. A beépített személyek csak két anagrammával oldottak meg többet, mégis aránytalanul nagy jutalékot javasoltak maguknak (pl. a jegyek 90%-át), és mivel a kísérleti személyek általában kiegyenlítettebben osztották el a jegyeket, az átlagolt végeredmény minden esetben igazságtalan lett.
Ezt követően a résztvevők egyik felének lehetősége volt jegyeket megvonni a társától (de nem a maga számára). A másik felét arra kérték, képzelje el ennek a lehetőségét. A kontrollcsoportnak nem adtak lehetőséget a büntetésre. A büntetésnek ára volt: le kellett mondaniuk egy saját jegyükről, hogy négy jegytől megfoszthassák társukat.
A következő fázisban a ténylegesen büntetők egyik fele a következő üzenetet kapta a társától: „Tudom, hogy igazságtalanul osztottam el a jegyeket. Valószínűleg ezért vontál le a nyereményemből.” A fiktíven büntetők felétől azt kérték, képzeljék el, hogy ilyen üzenetet kapnak.
A kísérlet végén minden résztvevőnek ki kellett töltenie egy igazsággal való elégedettséget mérő kérdőívet.

#### 2a kísérlet
A Study 2 azt vizsgálta, hogy a visszajelzést követő elégedettség pusztán annak az eredménye, hogy az üzenet eljutott a bűnöshöz, vagy reakció a bűnös morális attitűdjében elért változásra.
Kísérlet menete:Itt is két független változó volt: hogy kaptak-e visszajelzést a bűnöstől, illetve hogy a bűnös mutatott-e megbánást. A kísérlet eleje hasonlóan zajlott, mint az előző, annyi különbséggel, hogy ezúttal a résztvevők azt hitték, hogy szaktársaikkal vannak párba állítva, és feladat előtt küldhettek nekik üzenetet (amire a beépített személyek egy standard üzenettel válaszoltak), sorsjegyek helyett 10 centet kaptak megoldott anagrammánként, a beépített személyek eggyel kevesebb anagrammát oldottak meg, viszont a nyeremény egészét maguknak osztották, és a társ megbüntetése nem került semmibe.
Csak a társukat megbüntető résztvevők vettek részt a második fázisban. Három csoportra osztották őket:
– akik nem kaptak visszajelzést,
– akik olyan visszajelzést kaptak, amiben a partnerük attitűdváltozást mutatott („Oké, mohó voltam… már látom, mi ezzel a baj… Nem kéne ekkora bunkónak lennem ilyen helyzetekben.”)
– akik olyat, amiben nem („Oké, mohó voltam… de nem látom, mi ezzel a baj… Ilyen helyzetekben mindig annyit szerzek, amennyit csak tudok.”)
Ezután azokat a résztvevőket, akik kaptak visszajelzést, megkérdezték, hogy máshogy osztanák-e el a nyereményt, és megmutatták nekik a partnerük válaszát ugyanerre a kérdésre. A változást mutatók igennel, a változást nem mutatók nemmel válaszoltak.
A kísérlet lezárásaként minden kitöltettek egy, a partnerük viselkedésére vonatkozó kérdőívet. A büntetőktől azt is kérdezték, hogy szerintük a nyeremény megvonása megváltoztatta-e a partnerük attitűdjét.

#### 2b kísérlet
A kutatók meg akartak bizonyosodni róla, hogy a 2a kísérlet eredményeit nem befolyásolták hangulati tényezők (pl. hogy a bűnös egyetértett a résztvevő büntetésével, vagy hogy a változást nem mutató visszajelzés megkérdőjelezhette a büntetés legitimitását). A 2b a 2a kísérlet módosított online verziója, amiben egyetlen független változó szerepel: hogy a
visszajelzés mutat-e attitűdváltozást. Mivel a résztvevőket online toborozták, tudták, hogy idegenekkel vannak párba állítva.

## Eredmények
A kutatásban részt vevő áldozatok elégedettségét nemcsak hogy befolyásolta, hogy az elkövető tudomásul vette-e büntetési szándékukat, hanem pontosan be is tudták jósolni ezt az eredményt. A sértett felek számára az volt a legkielégítőbb, ha a büntetés pozitív változást eredményezett az elkövető morális attitűdjében. Az eredmények világossá teszik tehát, hogy a büntetés tudata önmagában nem kielégítő, szükségszerű az is, hogy hatást gyakoroljon a bűnösre.

### Az eredmények jelentősége
A fentiekből kitűnik, hogy az áldozatok már önmagában a büntetés tudomásulvételét is a bűnös attitűdváltozásának első lépéseként értékelik (lásd még Durkheim, Miller, Vidmar), amely tény vélhetőleg a büntetés kommunikatív aspektusaira irányítja majd a kutatók figyelmét.

#### Lehetséges pszichológiai kutatási irányok
Ezidáig a legtöbb szociálpszichológiai kutatás különbséget tett a deontológiai igazságtétel és a konzekvencialista ítélet közt. Míg az előbbi arra koncentrál, hogy a bűnösök „megkapják, amit érdemelnek” az utóbbinak főleg utilitárius okai vannak a büntetésre, mint az esetleges jövőbeli bűntények megelőzése. Kutatások kimutatták, hogy noha az emberek többsége a két szempont párhuzamos figyelembevételével indokolja, miért kell a bűnözőket megbüntetni, az igazságtétel fajsúlyosabb tényezőnek bizonyult. Ám a fenti eredményeket a megtorlás, mint motiváció nem magyarázza, hisz az esetben az elkövetők visszajelzése nem számítana. Ha pszichológusok üzenetként tekintenének a büntetésre, beláthatnák, hogy az nem írható le kizárólag előremutató vagy visszatekintő aktusként. A kommunikatív nézőpont magyarázza a büntetéssel együtt járó társadalmi jelenségeket is, például hogy a büntetés helyreállítja az áldozat önértékelését és a közösségi értékekbe vetett hitet. A jövőbeli kutatások koncentrálhatnának arra, hogy a visszajelzés milyen mértékben befolyásolja ezeket.
Korábbi tanulmányok szerint a büntetés célja nem a kielégülés, a Funk tanulmány ezt a célt az elkövető megváltoztatásában véli megtalálni. Ennek tükrében a büntetés, mint rehabilitálási törekvés is ígéretes kutatási területnek tűnik, valamint felveti azt a kérdést is, hogy ha a bűnös reakciója nem mutat attitűdváltozást, az pusztán kevésbé kielégítő, vagy egyenesen frusztrálja és csalódottá teszi az áldozatot, aki ily módon kudarcot vallott a cél elérésében.

#### Lehetséges filozófiai kutatási irányok
Funk eredményei ellentmondanak annak az állításnak, hogy az emberek célja büntetéskor kizárólag a megtorlás. Ezt a következtetést az a kísérlet ihlette, aminek során a vizsgálati személyek annak ellenére megbüntették az elkövetőt, hogy tudták, az nem is fog erről tudomást szerezni. (Megvonták a bónuszát, noha a bűnös nem is sejtette, hogy kapható bónusz.) Funk álláspontja szerint ez az eredmény semmit sem bizonyít, mert nem magyarázza a megtorló viselkedés mögött húzódó motivációkat, hiszen lehetséges, hogy a büntetőket az vezérli, hogy közvetetten, a bűnös tudta nélkül változtassák meg az attitűdjét.
A tárgyalt tanulmány kommunikatív szemléletű elméletek hosszú sorába illeszkedik, noha néhány filozófus felrója ezeknek, hogy legitimálják a megtorló szándékot. Az elmúlt években a retributív iskola előtérbe került a konzekvencialista szemlélettel szemben a filozófia berkeiben, de az újonnan támadt érdeklődés a rehabilitáló igazságszolgáltatás iránt talán az irányváltozás jele. Hiszen a fent vázolt és ahhoz hasonló eredmények azt sugallják, hogy az elkövetők oktatására és a megelőzésre irányuló törekvések sokkal jobban hasonlítanak az emberek büntetési motivációira, mint a korábbi kutatások feltételezték. A jövő filozófiai vitái megkísérelhetnék megválaszolni a kérdést, hogy befolyásolja a pusztán megtorláson alapuló elméleteket a visszajelzés és az elégedettség közti összefüggés.

#### Az eredmények jogi jelentősége
Minden szociális helyzettől elidegeníthetetlen az emberek közti interakció, a fennálló jogrend mégis csak nagyon limitált teret biztosít a sértett felek és az elkövetők közti kommunikációra. Funk eredményei szerint ha az áldozatnak lehetősége lenne a bűnöstől magától hallani, ha a büntetés változást idézett elő annak attitűdjében, abból pszichológiai előnye származna. Annyit mindenképp tudatosítani kellene az áldozatokban, hogy az igazságtalanság érzését önmagában a büntetés még nem csillapítja. Ha a jogi eljárásokban teret kapna az ez irányú kommunikáció, az segíthetne az áldozatoknak, hogy lezárják magukban a helyzetet, oldódjon a bennük lévő keserűség. Ehhez természetesen előbb fel kell mérni, milyen típusú eseteknél hatékony ez az eljárás.